# Heart Attack (EP)
Heart Attack (hangul: 심쿵해) é o terceiro mini-álbum do girl group sul-coreano AOA, lançado em 22 de junho de 2015 através da FNC Entertainment. A canção de mesmo nome foi usada como faixa principal do álbum.

## Singles
A canção "Heart Attack" foi escrita e composta por Brave Brothers.
O primeiro vídeo teaser foi lançado em 14 de junho de 2015, e o segundo foi lançado em 16 de junho de 2015. No vídeo, as garotas estão vestidas como jogadoras de lacrosse.
AOA iniciou suas promoções coreanas com uma apresentação em 22 de junho no AX Korea.
A promoção de "Heart Attack" iniciou em 25 de junho no programa M! Countdown. A canção também foi promovida nos programas musicais Music Bank, Music Core e Inkigayo.

### Versões em japonês e chinês
Em 17 de junho de 2015 foi revelado que AOA fará o lançamento das versões japonesa e chinesa de "Heart Attack". "Heart Attack" será lançado em chinês no início de julho através do Baidu Music, Sina Music, e QQ Music.
A versão japonesa será lançada no Japão como um single em 29 de julho de 2015 e AOA gravará um vídeo musical separado para isso. O single será lançado em onze versões diferentes: duas edições limitadas em CD+DVD, duas edições limitadas em CD+Photobook e sete edições limitadas somente CD, uma edição por integrante.

## Lista de faixas
| EP coreano     |                         |                                      |                                  |                                                |         |  |
| N.º            | Título                  | Letras                               | Música                           | Arranjo                                        | Duração |  |
| 1.             | "Heart Attack" (심쿵해) | Brave Brothers, Chakun               | Brave Brothers, Mr.Kang, Chakun  | Brave Brothers, Elephant Kingdom, Lee Jeongmin | 03:16   |  |
| 2.             | "Luv Me"                | Brave Brothers                       | Brave Brothers, JS               | Elephant Kingdom, Lee Jeongmin                 | 03:30   |  |
| 3.             | "Come To Me" (들어와)   | Shin Jimin, Han Sungho, Seo Youngbae | Han Sungho, Seo Youngbae         | Seo Youngbae                                   | 03:24   |  |
| 4.             | "One Thing" (한개)      | Brave Brothers, Chakun               | Brave Brothers, Galactika        | Galactika                                      | 03:21   |  |
| 5.             | "Really Really" (진짜)  | Brave Brothers, Chakun               | Brave Brothers, Elephant Kingdom | Elephant Kingdom, Lee Jeongmin                 | 03:56   |  |
| 6.             | "Chocolate"             | Galactika                            | Galactika, Miss Lee              | Miss Lee                                       | 03:08   |  |
| Duração total: | Duração total:          | Duração total:                       | Duração total:                   | Duração total:                                 | 20:34   |  |

## Desempenho nas paradas
| Parada                     | Melhor posição |
| -------------------------- | -------------- |
| Gaon Album Chart (semanal) |                |
| Gaon Album Chart (mensal)  |                |

| Tabela              | Quantidade |
| ------------------- | ---------- |
| Gaon vendas físicas |            |